# Gianni Clerici
Gianni Clerici (Como, 24 de julho de 1930 — Bellagio, 6 de junho de 2022) foi um jornalista e ex-tenista italiano. Foi induzido ao International Tennis Hall of Fame pela sua contribuição ao tênis, em 2006. 

## Obras
- Quello del tennis. Storia della mia vita e di uomini più noti di me, autobiografia, Mondadori, 2015 - ISBN 9788804656456
- Wimbledon. Sessant'anni di storia del più importante torneo del mondo, Mondadori, 2013 - ISBN 9788804630708
- Australia Felix, romance, Fandango, 2012 - ISBN 9788860442529
- Il suono del colore, poesia, Fandango, 2011
- Gianni Clerici agli Internazionali d'Italia. Cronache dello scriba. 1930-2010, Rizzoli 2010
- Divina. Suzanne Lenglen, la più grande tennista del mondo, Fandango 2010
- Una notte con la Gioconda, racconti, Rizzoli 2008
- Mussolini l'ultima notte, opera teatrale, 2007 (Teatro Valle, Roma)
- Mussolini. L'ultima notte, romance, Rizzoli 2007
- Zoo. Storie di bipedi e altri animali, contos, Rizzoli 2006
- Postumo in vita, poesia, Sartorio 2005
- Erba rossa, romance, Fazi 2004
- Alassio 1939, romancezo, Baldini & Castoldi 2004
- Divina. Suzanne Lenglen, la più grande tennista del XX secolo, Corbaccio 2002
- Suzanne Lenglen, opera teatrale, 2000 (Teatro Belli, Roma)
- Il giovin signore, romanzo, Baldini & Castoldi 1997
- Tenez tennis, opera teatrale, 1995 (presentata alla Biennale di Venezia)
- I gesti bianchi (Alassio 1939 - Costa Azzurra 1950 - Londra 1960), raccolta di 3 romanzi brevi, Baldini & Castoldi 1995
- Cuor di gorilla (vero titolo "Darwin contro Mango"), romance, Arnoldo Mondadori Editore 1988
- Ottaviano e Cleopatra, opera teatrale, 1987 (premio Vallecorsi)
- Il grande tennis, Arnoldo Mondadori Editore 1978
- 500 anni di tennis, Arnoldo Mondadori Editore 1974, ristampato e aggiornato nel 1987, 2004, 2006, 2007, 2008, 2013
- Quando viene il lunedì, Arnoldo Mondadori Editore 1974; contiene i romanzi brevi di ambientazione calcistica Altri clown e Fuori rosa, più quello di ambientazione tennistica I gesti bianchi (in seguito re-intitolato Costa Azzurra 1950)
- Il tennis facile, Arnoldo Mondadori Editore 1972
- Fuori rosa, breve romance, Vallecchi 1966
- Il vero tennis, Longanesi 1965